# Dungeon Siege: Legends of Aranna
Dungeon Siege: Legends of Aranna (в переводе Нового Диска «Dungeon Siege: Легенды Аранны») — дополнение для компьютерной игры Dungeon Siege. Добавляет в игру множество новых возможностей, а также новую кампанию. Выпущено 11 ноября 2003 года для платформ PC и Mac OS X. Дополнение включает в себя оригинальную игру.

## Сюжет
Действие дополнения происходит через некоторое время после событий оригинальной игры. Монстр по имени Shadowjumper, которого использовали для получения энергии, сбежал из заточения и захватил артефакт «Посох Звёзд» (англ. The Staff of Stars).
По ходу игры, главный герой путешествует по различным локациям, сражается с монстрами и выполняет задания.

## Отзывы
| Сводный рейтинг       | Сводный рейтинг |
| Агрегатор             | Оценка          |
| --------------------- | --------------- |
| GameRankings          | 75,29 %         |
| Metacritic            | 73/100          |
| Иноязычные издания    |                 |
| Издание               | Оценка          |
| 1UP.com               | B-              |
| ActionTrip            | 8,6/10          |
| Game Informer         | 7,5/10          |
| GameRevolution        | B+              |
| GameSpot              | 5,4/10          |
| GameSpy               | [ 8 ]           |
| GameZone              | 8,5/10          |
| IGN                   | 7,0/10          |
| PC Gamer (US)         | 80 %            |
| Русскоязычные издания |                 |
| Издание               | Оценка          |
| Absolute Games        | 54 %            |
| PlayGround.ru         | 7/10            |
| «Игромания»           | 7/10            |

В целом, игра получила положительные отзывы критиков. Сайт Metacritic, на основании 27 рецензий, поставил игре 73 балла из 100. Сайт GameRankings на основании 35 рецензий поставил игре оценку 75,29 %.
Сайт IGN поставил игре оценку 7.0/10, отметив, что «фанаты, которым нужны новые уровни для сражения с монстрами, найдут это в игре».
Наряду с положительными отзывами, некоторые критики отмечали недостатки игры. Сайт AG.ru поставил игре оценку 54 %, назвав игру «банальным модом, приправленным дюжиной нововведений».